# Kōji Morisaki
Kōji Morisaki (森﨑 浩司 Morisaki Kōji?,  nacido el 9 de mayo de 1981 en Aki-ku, Hiroshima) es un exfutbolista japonés. Jugaba de centrocampista y su último club fue el Sanfrecce Hiroshima de la J1 League de Japón, donde desarrolló toda su carrera. Es el hermano gemelo de Kazuyuki Morisaki.
Formó parte del seleccionado japonés en los Juegos Olímpicos 2004, donde se despidieron en la primera fase después de terminar últimos en el grupo B detrás de Paraguay, Italia y Ghana.

## Trayectoria

### Clubes
| Club                | País  | Año         |
| ------------------- | ----- | ----------- |
| Sanfrecce Hiroshima | Japón | 2000 - 2016 |

### Selección nacional
| Selección | País  | Año         |
| --------- | ----- | ----------- |
| Sub-20    | Japón | 1999 - 2001 |
| Sub-23    | Japón | 2004        |

## Estadísticas

### Clubes
- Actualizado hasta el último partido jugado el 24 de diciembre de 2016.

| Club | Div.          | Temporada     | Liga  | Liga  | Liga   | Copas nacionales(1) | Copas nacionales(1) | Copas nacionales(1) | Copas internacionales(2) | Copas internacionales(2) | Copas internacionales(2) | Total | Total | Total  | Media goleadora(3) |
| Club | Div.          | Temporada     | Part. | Goles | Asist. | Part.               | Goles               | Asist.              | Part.                    | Goles                    | Asist.                   | Part. | Goles | Asist. | Media goleadora(3) |
| --- | ------------- | ------------- | ----- | ----- | ------ | ------------------- | ------------------- | ------------------- | ------------------------ | ------------------------ | ------------------------ | ----- | ----- | ------ | ------------------ |
| Sanfrecce Hiroshima Japón |               |               |       |       |        |                     |                     |                     |                          |                          |                          |       |       |        |                    |
| 1.ª | 2000          | 4             | 0     | 0     | 2      | 0                   | 0                   | —                   | —                        | —                        | 6                        | 0     | 0     | 0,00   |                    |
| 1.ª | 2001          | 2             | 2     | 0     | 1      | 0                   | 0                   | —                   | —                        | —                        | 3                        | 2     | 0     | 0,67   |                    |
| 1.ª | 2002          | 22            | 6     | 0     | 9      | 1                   | 0                   | —                   | —                        | —                        | 31                       | 7     | 0     | 0,23   |                    |
| 2.ª | 2003          | 37            | 10    | 0     | 4      | 3                   | 0                   | —                   | —                        | —                        | 41                       | 13    | 0     | 0,32   |                    |
| 1.ª | 2004          | 25            | 7     | 0     | 4      | 0                   | 0                   | —                   | —                        | —                        | 29                       | 7     | 0     | 0,24   |                    |
| 1.ª | 2005          | 14            | 1     | 0     | 5      | 0                   | 0                   | —                   | —                        | —                        | 19                       | 1     | 0     | 0,05   |                    |
| 1.ª | 2006          | 30            | 4     | 0     | 7      | 4                   | 0                   | —                   | —                        | —                        | 37                       | 8     | 0     | 0,22   |                    |
| 1.ª | 2007          | 34            | 2     | 0     | 11     | 3                   | 0                   | —                   | —                        | —                        | 45                       | 5     | 0     | 0,11   |                    |
| 2.ª | 2008          | 40            | 14    | 3     | 5      | 1                   | 0                   | —                   | —                        | —                        | 45                       | 15    | 3     | 0,33   |                    |
| 1.ª | 2009          | 3             | 0     | 0     | 0      | 0                   | 0                   | —                   | —                        | —                        | 3                        | 0     | 0     | 0,00   |                    |
| 1.ª | 2010          | 27            | 3     | 4     | 3      | 1                   | 1                   | 4                   | 1                        | 1                        | 34                       | 5     | 6     | 0,15   |                    |
| 1.ª | 2011          | 30            | 5     | 4     | 3      | 0                   | 0                   | —                   | —                        | —                        | 33                       | 5     | 4     | 0,15   |                    |
| 1.ª | 2012          | 28            | 7     | 4     | 6      | 2                   | 0                   | 3                   | 0                        | 0                        | 37                       | 9     | 4     | 0,24   |                    |
| 1.ª | 2013          | 6             | 1     | 0     | 1      | 0                   | 0                   | 1                   | 0                        | 0                        | 8                        | 1     | 0     | 0,13   |                    |
| 1.ª | 2014          | 21            | 1     | 0     | 6      | 0                   | 1                   | 2                   | 0                        | 0                        | 29                       | 1     | 1     | 0,03   |                    |
| 1.ª | 2015          | 9             | 1     | 1     | 3      | 0                   | 0                   | —                   | —                        | —                        | 12                       | 1     | 1     | 0,08   |                    |
| 1.ª | 2016          | 5             | 1     | 0     | 3      | 1                   | 0                   | 1                   | 0                        | 0                        | 9                        | 2     | 0     | 0,22   |                    |
| Total club | Total club    | 337           | 65    | 16    | 73     | 16                  | 2                   | 11                  | 1                        | 1                        | 421                      | 82    | 19    | 0,19   |                    |
| Total carrera | Total carrera | Total carrera | 337   | 65    | 16     | 73                  | 16                  | 2                   | 11                       | 1                        | 1                        | 421   | 82    | 19     | 0,19               |
| (1) Incluye datos de Copa del Emperador (2000-2016), Copa J. League (2000-2002, 2004-2007, 2009-2016) y Supercopa de Japón (2008, 2013-2014, 2016). (2) Incluye datos de Liga de Campeones de la AFC (2010, 2013-2014, 2016) y Copa Mundial de Clubes de la FIFA (2012). (3) No incluye goles en partidos amistosos. |               |               |       |       |        |                     |                     |                     |                          |                          |                          |       |       |        |                    |

## Palmarés

### Títulos nacionales
| Título             | Club                | País  | Año  |
| ------------------ | ------------------- | ----- | ---- |
| Supercopa de Japón | Sanfrecce Hiroshima | Japón | 2008 |
| J2 League          | Sanfrecce Hiroshima | Japón | 2008 |
| J1 League          | Sanfrecce Hiroshima | Japón | 2012 |
| Supercopa de Japón | Sanfrecce Hiroshima | Japón | 2013 |
| J1 League          | Sanfrecce Hiroshima | Japón | 2013 |
| Supercopa de Japón | Sanfrecce Hiroshima | Japón | 2014 |
| J1 League          | Sanfrecce Hiroshima | Japón | 2015 |
| Supercopa de Japón | Sanfrecce Hiroshima | Japón | 2016 |